# Leuweung Kolot
Leuweung Kolot is een bestuurslaag in het regentschap Bogor van de provincie West-Java, Indonesië. Leuweung Kolot telt 7309 inwoners (volkstelling 2010).